# 키이우 전투 (2022년)
키이우 전투(우크라이나어: Битка за Киев, 러시아어: Битва за Киев)은 2022년 러시아의 우크라이나 침공 중 키이우 공세의 일부로, 우크라이나의 수도 키이우를 장악하려는 러시아군과 이를 방어하는 우크라이군이 키이우에서 전투를 벌인 일이다. 4월 2일, 러시아군이 키이우 일대에서 완전히 철수함으로써 우크라이나군이 승리하게 되었다.

## 전투

### 2월 25일

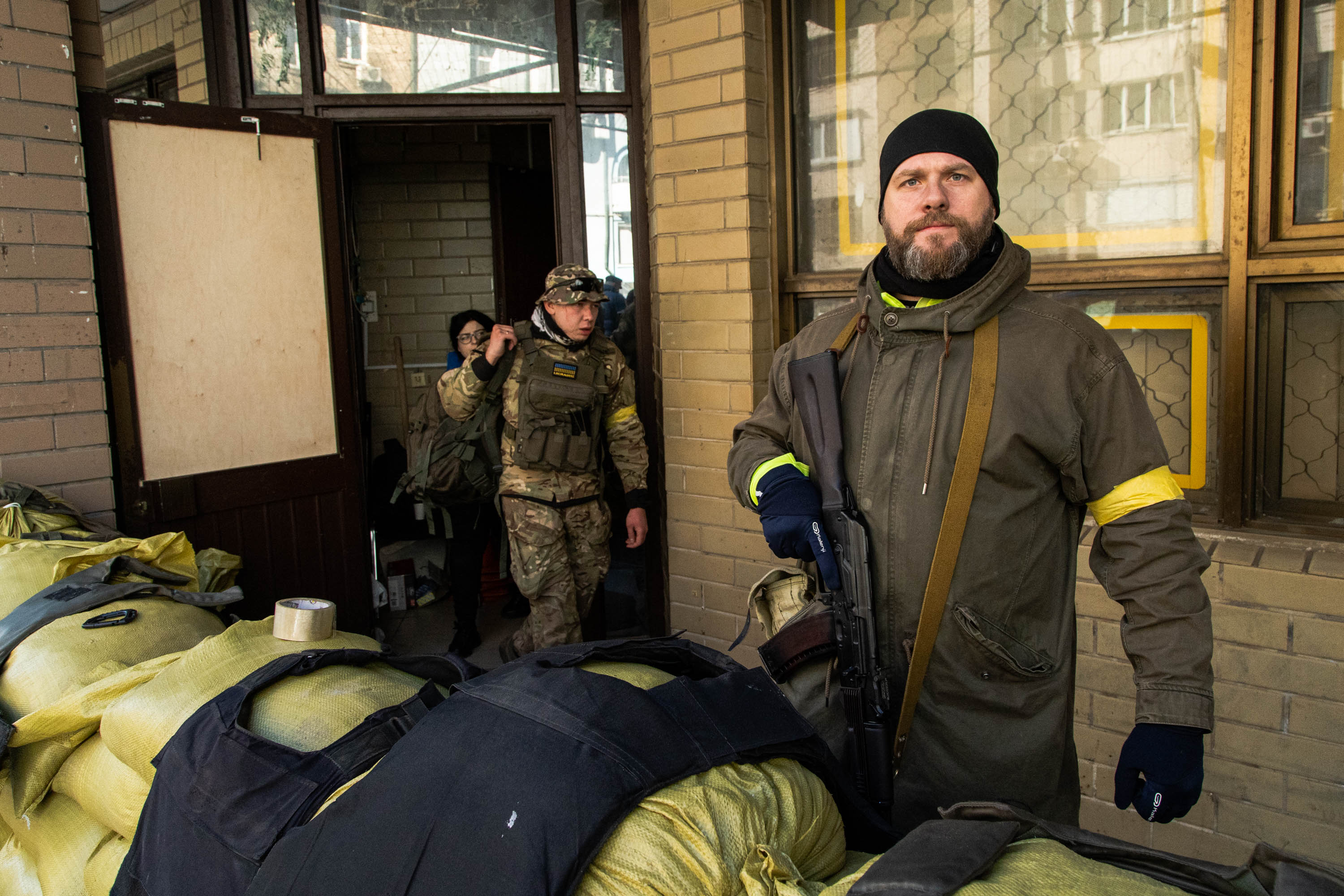
2월 25일, 무장한 시민

2월 25일 오전 나절, 우크라이나군 복장을 한 러시아의 파괴공작원 3명이 오볼론 구역에 진입했다. 이 북부 구역은 우크라이나 의회와 접한 베르호브나 라다 건물에서 약 9.7km 떨어져 있다. 세 명의 파괴공작원들은 우크라이나군에 의해 사살되었다. 아침 늦게, 우크라이나 Su-27 전투기 한 대가 도시 상공에서 격추되어, 아파트와 충돌했다.
하루 종일 시내 여러 구역에서 총성이 들렸다. 우크라이나 당국은 러시아군과의 충돌로 인한 총격이라고 설명했다.
비탈리 클리치코 키이우 시장은 무기를 들고 싸울 것을 맹세했다. 그의 형인 볼로디미르 클리치코는 몇 달 전에 예비군에 입대했던 것과 같은 입장을 나타냈다.
러시아 지상군이 두 차례나 주인이 바뀌는 치열한 전투 끝에 점령한 호스토멜의 키이우 외곽에 있는 호스토멜 공항에 집결해 증원하고 있다. 볼로디미르 젤렌스키 우크라이나 대통령은 키이우 시민들에게 화염병으로 대응하라고 촉구했으며, 18,000개의 총기가 시민들에게 배포되었다.
2월 25일 밤, 키이우에서 격렬한 포격이 있었다는 보고가 있은 후 우크라이나군은 약 60여명의 러시아인 파괴공작원들을 사살했다고 주장했다.

### 2월 26일
2월 26일 이른 아침, 러시아군은 키이우를 공격하기 시작했다. 러시아 포병대는 30분 이상 도시를 포격했다. 이와 동시에 우크라이나군은 북동부 지역 트로예시나 발전소에 대한 러시아의 공격을 격퇴했으며 BBC는 이 공격이 "도시에서 전기를 빼앗기 위한 노력"일 수 있다고 주장했다. 키이우 슐리아프카의 중심부에 위치한 키이우 동물원 인근에서도 프로스펙트 페레모히에 있는 러시아군으로부터 육군 기지를 지켜내기 위한 격렬한 전투가 벌어졌다. 키이우 전역의 다른 거리에서도 전투가 벌어졌고, 주민들은 창문과 발코니로부터 피하라는 경고를 받았다.
젤렌스키 대통령에 따르면 우크라이나군은 러시아의 공세를 격퇴하고 도시 및 주변 주요 도시에 대한 지배력을 유지하고 있다고 한다. 통행금지령은 오후 5시에서 오전 8시까지 연장되었고 위반자들은 "러시아의 파괴공작원 또는 정찰군"으로 간주되었다.
영국 국방부에 따르면, 러시아군의 대부분은 키이우 중심부에서 30.5km 떨어져 있었다.
우크라이나 영토방위군은 자원병을 동원하는 의무를 맡고 있다. 우크라이나 내무부 장관 데니스 모나스티르스키는 키이우의 자원병들이 25,000개 이상의 돌격소총, 약 1,000만 발의 총알, 로켓 추진식 수류탄과 발사대를 제공받았다고 말했다.

### 2월 27일
2월 27일 이른 아침, 키이우에서 러시아 파괴공작원와 충돌이 있었다. 현지 당국은 키이우가 오전까지도 우크라이나군의 완전한 통제 하에 있다고 주장했다. 2월 27일 저녁, AP 통신은 클리치코가 "도시가 포위되었다"고 밝혔다고 보도했다. 그러나, 클리치코의 대변인은 나중에 키이우 인디펜던트지에 시장이 잘못 말한 것이며 키이우가 포위되었다는 보도는 거짓이라고 말했다.
이날 오전 늦게, 트로이슈나에 위치한 16층짜리 건물 뜰에 로켓이 떨어져 폭발해 차량 7대에 불이 붙었다. 우크라이나 관계자에 따르면 이 미사일은 벨라루스에서 러시아 전략폭격기에 의해 발사됐다.
2월 27일 밤, 러시아 호송대가 시레츠 지하철역에 기지를 세우려다 우크라이나군과 충돌했다. 러시아군도 우크라이나 군용버스에 발포했고, 사상자는 알려지지 않았다.

### 2월 28일
러시아군이 다시 도시를 향해 진격을 감행했지만, 직접적인 전투는 거의 일어나지 않았고, 이날 키이우를 향해 발사된 미사일은 3발뿐이었다. 막사 테크놀로지가 촬영한 위성 사진에는 키이우 중심부로부터 남쪽으로 약 39km 떨어진 고속도로를 따라 키이우로 향하는 64km(40마일) 길이의 러시아 차량 행렬이
북쪽으로부터 다가오는 것으로 보고되었다.
2월 28일, 우크라이나 군인들은 검문소에서 이스라엘계 우크라이나인을 러시아 소속 체첸군으로 오인해 사살하는 일이 벌어졌다.
그날 밤 러시아 미사일이 브로바리의 군사 기지에 발사되어, 대규모 화재가 발생했다.

### 3월 1일

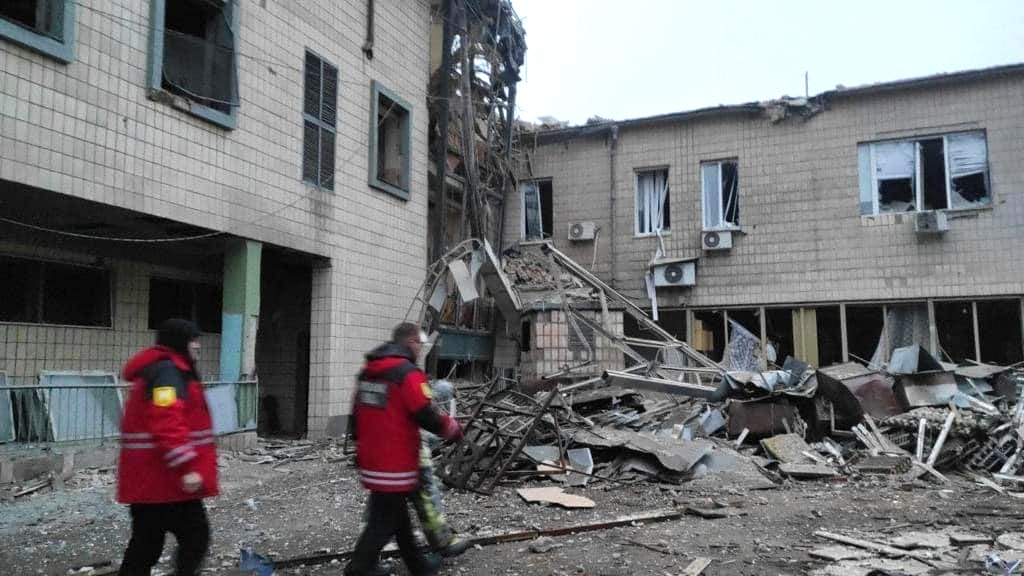
러시아의 포격으로 파괴된 키예프의 한 건물

3월 1일 아침, 러시아 국방부는 키이우 주변의 우크라이나 송신 시설을 목표로 지정했으며, 인근 주민들은 모두 이 지역을 떠나라고 경고했다. 몇 시간 후 키이우 TV타워에 러시아 미사일이 떨어져 TV 방송이 중단되고 5명이 숨지고 5명이 다쳤다. 바비 야르 홀로코스트 추모관은 타워를 겨냥한 두 번째 미사일이 우연히 바비 야르 학살 추모비 근처에 떨어졌다고 확인했다. 러시아군의 공습으로 조산원도 피해를 입었지만 그대로 방치됐다. 목격자들은 이곳에 방공호가 없어 건물 안에 있던 모든 사람들(아기 포함)이 인근 교회로 대피해야 했다고 전했다.
러시아군의 포격은 루사니우카와 쿠레니우카 인근, 보야르카와 비슈네베 교외, 키이우 국제공항 주변 지역을 강타했다.

### 3월 2일
3월 2일 아침, 우크라이나 공군은 키이우 상공에서 러시아의 수호이 Su-35 2대를 격추했다고 주장했다.
늦아침, 클리치코는 러시아군이 봉쇄를 위해 도시를 포위하기 시작했다고 말했다. 클리치코는 채널 24에 전차 행렬이 벨라루스에서 키이우로 다가오고 있으며 우크라이나 당국이 우크라이나 검문소를 점검 중이라고 말했다. 에스토니아 국방군 정보국장 마르고 그로스베리는 진격하는 러시아 호송대가 적어도 이틀 안에 키이우 외곽에 도착할 것이라고 예측했다. 폴란드의 대통령 안제이 두다는 젤렌스키가 우크라이나군은 키이우에서 물러나지 않을 것이라고 말했다고 전했다.
러시아 로켓의 파편이 키이우-파사지르스키 기차역에 떨어져 주요 열 파이프라인이 파손되었다. 폭발로 인해 역이 경미하게 피해를 입었다.

### 3월 3일
3월 3일, 뉴욕 타임스는 15,000명 이상의 사람들이 대피소로 활용되고 있는 도시의 지하철에 있다고 추정했다.
영국 국방부는 지난 3일 동안 러시아 호송대가 전진하면서 "약간의 눈에 띠는 진전"을 이루었다는 성명을 발표했다.

### 3월 4일
보르샤히우카 지역을 포함한 키예프 중심가에 새로운 포격이 가해졌다. CNN은 미사일 공격의 여파를 담은 소셜 미디어 영상에 대한 조사를 통해 공습이 도시 서부 지역의 상업 중심지와 고층 건물을 강타한 것으로 밝혔다.

### 3월 5일 ~ 8일
3월 7일, 우크라이나 당국은 러시아 항공기 2대를 파괴했다고 발표했다. 볼로디미르 젤렌스키는 그가 도시를 탈출했다는 주장에 대해 자신이 키이우 사무실에 있는 비디오로 대응했다.

### 3월 9일
아침에 러시아군은 다시 도시를 포격하기 시작했고, 그 결과 여러 차례 폭발이 일어났다. 이날 늦게, 러시아와 우크라이나 당국은 임시적 인도주의 통로를 만들기로 합의했고, 그 결과 교외에서 민간인들이 대거 대피했다.

### 3월 10일
키이우의 시장인 비탈리 클리치코는 전쟁이 시작된 이후 도시 인구의 절반인 2백만 명이 도시를 떠났다고 말했다.

## 같이 보기
- 수미 전투
- 하르키우 전투 (2022년)
- 마리우폴 포위전
- 체르니히우 전투